# Ускршњи зец
Ускршњи зец или Ускршњи зека представља једно од симбола Ускрса и означава зеца који на дан празника доноси Ускршња јаја. По веровању, шарено офарбана јаја носи у корпи.

## Галерија слика
- Ускршњи украс у виду зеке
- Ускршњи зец од чоколаде